# Henri Féraud
Pour les articles homonymes, voir Féraud.
Henri Féraud est un écrivain français d'expression provençale.

## Biographie
Né le 12 mars 1936 à Orange, Henri Albert Régis Féraud devient entrepreneur et s'établit à Avignon.
En 1979, il cofonde l'Union provençale, dont il devient le secrétaire général. En 1985, il reçoit le prix Frédéric-Mistral.
Il collabore à L'Astrado, Prouvènço deliéuro, Prouvènço dau, Òc, Carrefour de Provence et Li Nouvello de Prouvènço.
Le plaçant parmi les disciples de Sully-André Peyre, Christian Anatole et Robert Lafont notent chez lui « des influences qui le lient à sa génération occitane, bien qu'il maintienne la graphie mistralienne ».

### Vie personnelle
Il épouse Michèle Viardot en 1961.

## Ouvrages
- Siés ma terro, Toulon, L'Astrado, 1970 (BNF 35204099).
- Cant pèr ma lengo, Berre-l'Étang, L'Astrado, 1985 (BNF 34843490).